# Kalpana Chawla
Kalpana Chawla (17 martie 1962  – 1 februarie 2003) s-a născut în Karnal (India). Ea a fost primul astronaut indiano-american și prima femeie indiană în spațiu. A zburat pentru prima dată în naveta spațială Columbia în 1997 ca specialist al misiunii și operator al brațului robotic. În 2003, Chawla a fost unul dintre cei șapte membri ai echipajului care au murit în Dezastrul navetei spațiale Columbia.